# Borwin Walth
Borwin Walth (eigentlich Boris von Warlich; * 17. Junijul. / 29. Juni 1882greg. in St. Petersburg; † 9. Juli 1960 in Berlin) war ein deutscher Schauspieler.

## Leben und Wirken
Der Sohn des Dirigenten Hugo Warlich und dessen Frau, der Opernsängerin Vera geb. von Hildebrand, wuchs in der Hauptstadt des Russischen Kaiserreichs auf, wo sein Vater das Symphonische Hoforchester leitete. Seine künstlerische Ausbildung erhielt Warlich junior ebenda bei einem ehemaligen Meininger Hofschauspieler. Ferner absolvierte er ein Ingenieursstudium an der Technischen Hochschule Berlin.
Mitte der 1920er Jahre stieß Warlich unter dem Pseudonym Borwin Walth zum (damals noch stummen) Film und durfte gleich zu Beginn seiner Karriere dreimal mit Fritz Lang arbeiten. Vor allem im Dritten Reich war Walth vor der Kamera gut beschäftigt und deckte mit seiner Rollenpalette quasi die gesamte Bandbreite von Chargenrollen ab: Er spielte sowohl Sekretäre, Ober und Diener als auch Minister, Offiziere und Kommissare. Walth stand 1944 in der Gottbegnadeten-Liste des Reichsministeriums für Volksaufklärung und Propaganda. Nach dem Ende des Zweiten Weltkriegs trat er darstellerisch nicht mehr in Erscheinung.
Neben seiner Filmtätigkeit betrieb Walth eine Agentur der Gothaer Versicherungsbank, wobei hauptsächlich Theaterleute zu seinen Kunden zählten.
Borwin Walth war von 1925 bis zu deren Tod 1950 mit Anne-Johanne geb. Boll verheiratet. Er starb 1960 im Städtischen Krankenhaus Wilmersdorf.

## Filmografie
- 1927: Die rollende Kugel
- 1927: Venus im Frack
- 1928: Spione
- 1929: Manolescu
- 1929: Frau im Mond
- 1930: Masken
- 1931: M
- 1932: Der Läufer von Marathon
- 1932: Kampf
- 1932: Unmögliche Liebe
- 1933: Flüchtlinge
- 1934: Abschiedswalzer
- 1934: Der verlorene Sohn
- 1934: Gern hab’ ich die Frau’n geküßt
- 1934: Spiel mit dem Feuer
- 1935: Barcarole
- 1935: Mazurka
- 1935: Viktoria
- 1936: Boccaccio
- 1936: Schlußakkord
- 1936: Eine Frau ohne Bedeutung
- 1937: Die göttliche Jette
- 1937: Alarm in Peking
- 1937: Der Tiger von Eschnapur
- 1937: Sherlock Holmes – Die graue Dame
- 1938: Die kleine und die große Liebe
- 1938: Rote Orchideen
- 1938: Tanz auf dem Vulkan
- 1938: Du und ich
- 1938: Liebelei und Liebe
- 1939: Der Gouverneur
- 1940: Bismarck
- 1940: Die Rothschilds
- 1940: Die unvollkommene Liebe
- 1941: Ohm Krüger
- 1942: Die Entlassung
- 1942: Rembrandt
- 1943: Titanic
- 1944: Das Leben ruft
- 1944/48: Das kleine Hofkonzert